# پوسته آلفا

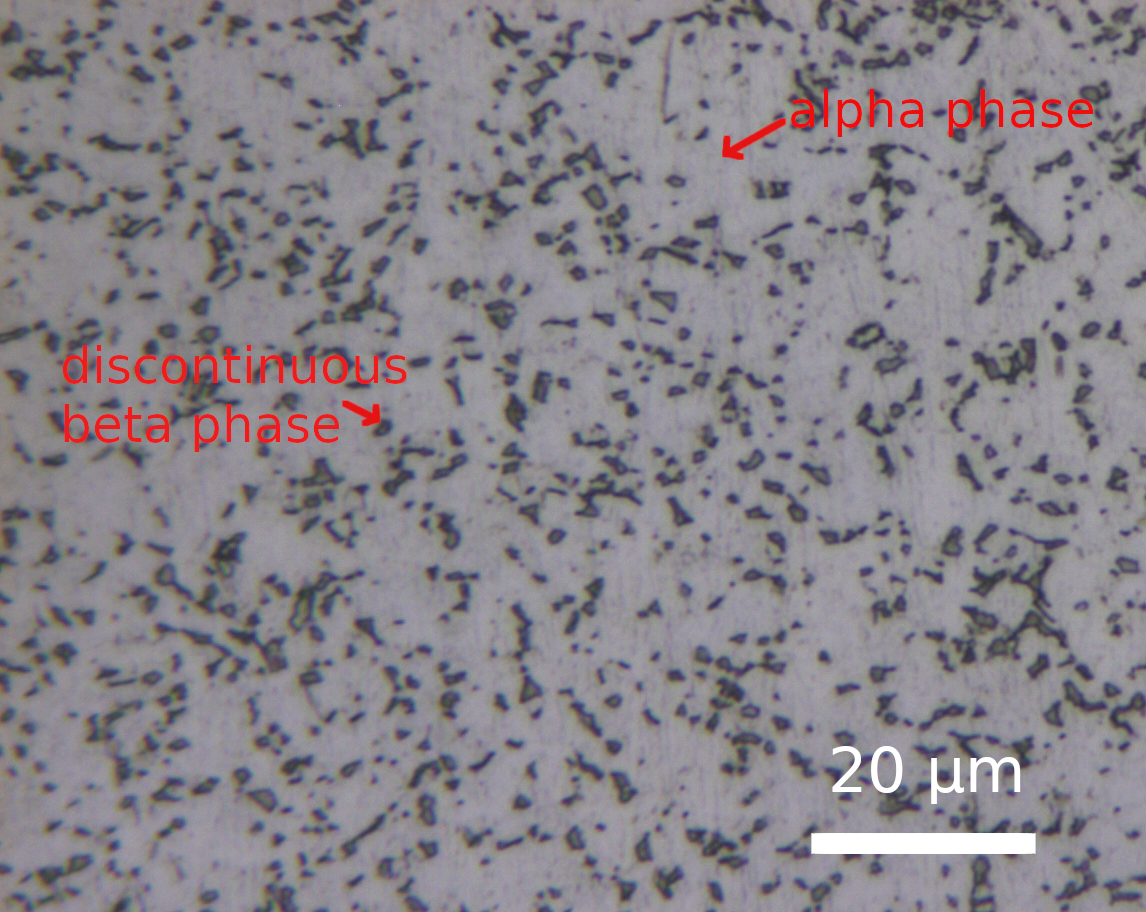
فازهای آلفا و بتا تیتانیوم

در متالورژی، پوسته آلفا، لایه فازی غنی‌شده از اکسیژن است که در سطح تیتانیوم و آلیاژهای آن تشکیل می‌شود زمانی که در معرض هوای گرم یا اکسیژن قرار می‌گیرند. پوسته آلفا سخت و شکننده است و تمایل به ایجاد مجموعه‌ای از ریزترک‌ها دارد که باعث کاهش عملکرد فلز و خواص خستگی آن می‌شود. پوسته آلفا را می‌توان با پردازش تیتانیوم در شرایط خلاء بسیار عمیق به حداقل رساند یا از تولید آن جلوگیری کرد. با این حال، در صورتی که این لایه در سطح تشکیل شده باشد، روش مرسوم برای حذف آن، استفاده از روش‌های کاهشی مانند ماشین‌کاری یا فرزکاری شیمیایی است.

## تعریف
به دلیل نرخ بالای نفوذ گازها در تیتانیوم، هنگامی که به این فلز در هوا یا در اتمسفرهای اکسیدکننده حرارت داده می‌شود، به‌راحتی با اکسیژن آلوده می‌شود. اصطلاح پوسته آلفا به سطح غنی از اکسیژن و تثبیت‌شدهٔ آلفا اشاره دارد که نتیجهٔ آلودگی با هوا در دماهای بالا است.

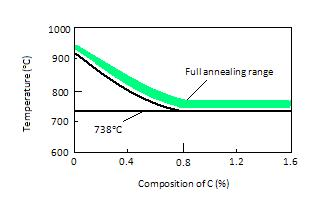
یک نمونه گراف آنیل کاری

### عملیات‌های حرارتی
تیتانیوم و آلیاژهای آن تحت عملیات حرارتی قرار می‌گیرند که باعث:
1. افزایش استحکام (سخت شدن با پیرسازی)
2. ایجاد شرایط بهینه برای شکل‌پذیری، ماشین‌کاری، و ثبات ابعادی و ساختاری (آنیل کردن)
3. کاهش تنش‌های پسماند ایجاد شده در طول فرایند تولید (تنش‌زدایی)

می‌شود. از آنیل کردن و پیرسازی برای تغییر خواص مکانیکی استفاده می‌شود. از تنش‌زدایی عمدتاً در دماهای بین ۴۵۰ تا ۸۰۰ درجهٔ سانتی‌گراد (۸۴۰ تا ۱۴۷۰ درجهٔ فارنهایت) استفاده می‌شود تا از اعوجاج جلوگیری کرده و فلز برای عملیات شکل‌دهی و ساخت بعدی آماده شود. محدوده‌های دمایی عملیات حرارتی برای آلیاژهای آلفا-بتا و بتا شبه‌پایدار (metastable) متفاوت است. تفاوت اصلی این است که آلیاژهای بتا معمولاً بالاتر از دمای تبدیل بتا (beta transus) محلول‌سازی، تنش‌زدایی و آنیل می‌شوند، در حالی که این عملیات‌ها برای آلیاژهای آلفا-بتا معمولاً زیر دمای تبدیل بتا انجام می‌شوند. خواص نهایی حاصل نه تنها به چرخهٔ عملیات حرارتی، بلکه به ترکیب آلیاژ نیز بستگی دارد. استحکام مواد به‌طور کامل آنیل‌شده با افزایش درصد فاز بتا افزایش می‌یابد. با این حال، در موادی که آلیاژها از دمای حوزه بتا سریع سرد می‌شوند، رابطهٔ استحکام-ترکیب پیچیده‌تر است. این رابطه به تبدیل مارتنزیتی بتا به آلفا (martensitic transformation of beta to alpha) بستگی دارد. حالت بهینه استحکام در این سیستم با پیرسازی حاصل می‌شود. این فرایند شامل سریع سرد کردن از دمای بالا (محلول‌سازی) و سپس پیرسازی در یک دمای میانی است. برای یک چرخهٔ مشخص پیرسازی، استحکام حداکثری در ترکیبی حاصل می‌شود که در آن دمای Ms برابر با دمای محیط است.
دو عملیات حرارتی که بیشتر برای تیتانیوم استفاده می‌شوند عبارت‌اند از:
- پیرسازی: برای افزایش قابل توجه استحکام در آلیاژهای آلفا-بتا و بتا.
- آنیل کردن: برای تمامی آلیاژهای تیتانیوم با هدف ایجاد تعادل در استحکام، شکل‌پذیری، و پایداری حرارتی.

## ویژگی‌ها
آلودگی اکسیژنی ممکن است در تیتانیوم خالص یا آلیاژهای آلفا از لحاظ متالوگرافی سخت‌تر تشخیص داده شود، زیرا اکسیژن به عنوان یک تثبیت‌کنندهٔ فاز آلفا عمل می‌کند. حلالیت بالای اکسیژن در فاز آلفا، باعث می‌شود آلودگی آن همواره در بررسی‌های متالوگرافی قابل مشاهده نباشد. در چنین شرایطی، از روش‌های سختی‌سنجی ریزفروسه‌ای (micro-indentation hardness) و تست خمشی (bend-test) استفاده می‌شود.
از ویژگی‌های قابل توجه پوسته آلفا در آلیاژهای مختلف تیتانیوم می‌توان به موارد زیر اشاره کرد:
- در آلیاژهای آلفا، آلفا-بتا و بتا که در حوزه‌های فاز آلفا-بتا و بتا پردازش شده‌اند، پوسته آلفا معمولاً به‌وضوح قابل مشاهده است.
- در مواردی مانند آلیاژ Ti-6Al-4V، پوسته آلفا به عمق ۰٫۳ میلی‌متر (۰٫۰۱۲ اینچ) می‌تواند تنها با حرارت‌دهی در هوا در دمای ۱۰۹۵ درجهٔ سانتی‌گراد (۲۰۰۰ درجهٔ فارنهایت) به مدت ۲ ساعت ایجاد شود.

همچنین تشکیل پوسته آلفا در تیتانیوم تأثیر قابل توجهی بر روی چندین خواص مکانیکی مهم دارد:
- اکسیژن غنی‌شده در پوسته آلفا باعث شکننده بودن آن شده و انعطاف‌پذیری و دوام ماده را به‌طور قابل ملاحظه‌ای کاهش می‌دهد.
- وجود ریزترک‌ها در پوسته آلفا می‌تواند منجر به خستگی و شکست زودهنگام قطعه شود.
- پوسته آلفا باعث می‌شود که استحکام و دوام کلی تیتانیوم کاهش یابد که این موضوع به‌ویژه در کاربردهایی که نیاز به اطمینان بالا دارند، مانند قطعات هوافضا و ایمپلنت‌های پزشکی، خطرآفرین است.

## پیشگیری و زدایش
از روش‌های پیشگیری تولید پوسته آلفا می‌توان به موارد زیر اشاره کرد:
1. مدیریت دما و زمان: نرخ نفوذ اکسیژن در تیتانیوم تابعی از دما و زمان است. به همین دلیل، استفاده از حداقل دمای مناسب در عملیات کارگرم و جلوگیری از حرارت‌دهی بیش از حد برای به حداقل رساندن آلودگی اکسیژن ضروری است.
2. پردازش در محیط کنترل شده: پوسته آلفا زمانی تشکیل می‌شود که تیتانیوم در دماهای بالا در معرض اکسیژن قرار گیرد. انجام عملیات‌هایی مانند عملیات حرارتی و کارگرم در کوره‌های خلاء یا تحت گازهای بی‌اثر (مانند آرگون) از این پدیده جلوگیری می‌کند. نبود اکسیژن یا گازهای واکنش‌پذیر به حداقل رساندن آلودگی سطح کمک می‌کند.

از روش‌های زدایش پوسته آلفا می‌توان به موارد زیر اشاره کرد:
1. حکاکی شیمیایی: این روش شامل غوطه‌وری قطعات تیتانیومی در محلول اسیدی (مانند ترکیب اسید هیدروفلوئوریک و نیتریک) برای حل کردن شیمیایی پوسته آلفا است. این روش دقت بالایی دارد و می‌تواند مناطق خاصی را هدف قرار دهد، بدون اینکه به مواد زیرین آسیب بزند.
2. روش‌های مکانیکی: فرآیندهایی مانند سنگ‌زنی، سایش یا ماشین‌کاری می‌توانند پوسته آلفا را به‌صورت فیزیکی حذف کنند. این روش مؤثر است اما ممکن است زمان‌بر باشد و اگر به‌درستی کنترل نشود، منجر به از بین رفتن مواد یا آسیب به سطح شود.

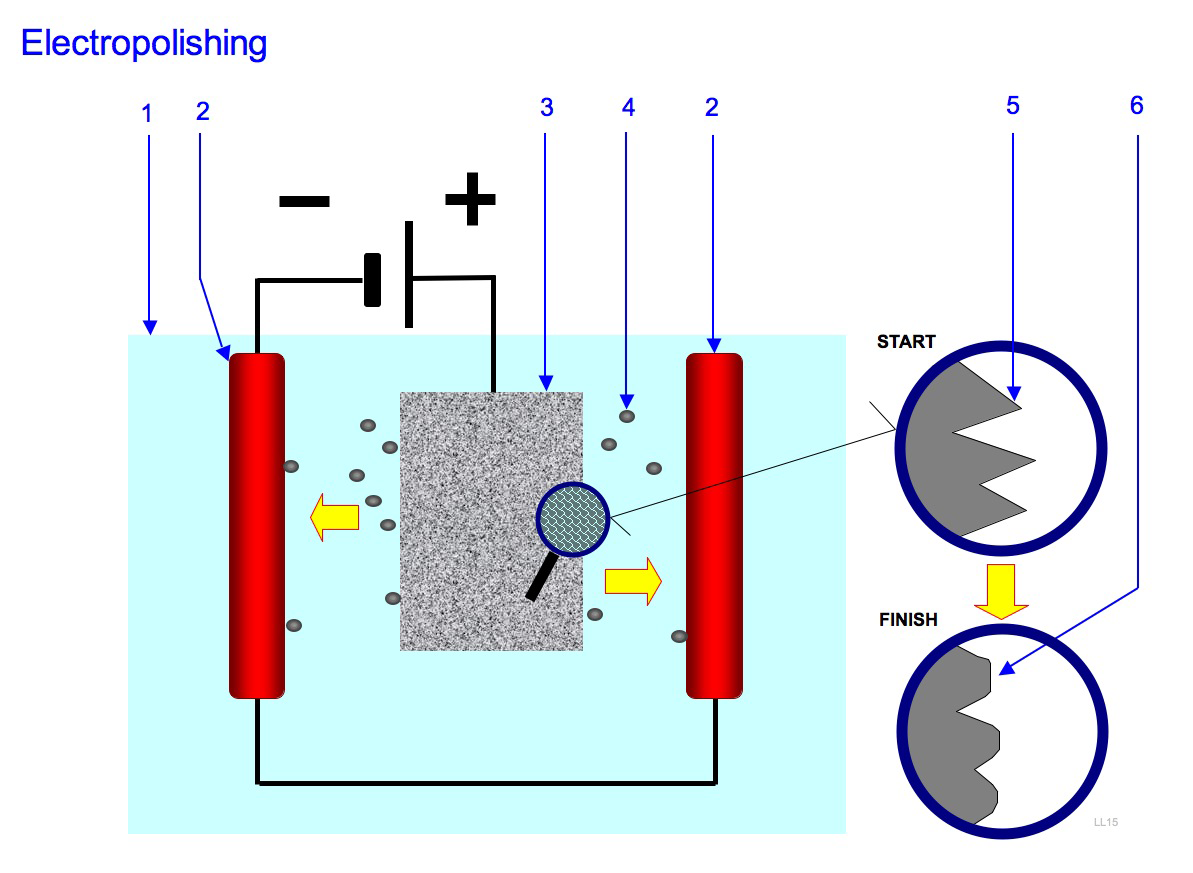
اصول الکتروپولیش

3. الکتروپولیش

### الکتروپولیش
یکی از تکنیک‌های نوظهور برای حذف پوسته آلفا، قرار دادن فلز در معرض یک فرایند الکتروشیمیایی در نمک‌های مذاب، مانند کلرید کلسیم یا کلرید لیتیوم، در دماهای بالا است. الکتروپولیش به‌عنوان یک روش پیشرفته، روشی بسیار مؤثر در حذف پوسته آلفا محسوب می‌شود. با ترکیب یک حمام شیمیایی و جریان الکتریکی، این فرایند لایه‌ای دقیق از فلز را از سطح قطعه به‌صورت کنترل‌شده حذف می‌کند. الکتروپولیش نه‌تنها لایهٔ شکننده را از بین می‌برد بلکه سطح را پرداخت می‌کند و ویژگی‌های زیبایی و عملکردی قطعه را بهبود می‌بخشد. این روش، اکسیژن محلول در پوسته آلفا را حذف کرده و فلز بدون اکسیژن را بازسازی می‌کند. با این حال، یک پیامد ناخواستهٔ این فرایند در دمای بالا، رشد دانه‌های فلز است. برای محدود کردن رشد دانه‌ها، می‌توان دمای نمک مذاب را کاهش داد. به‌طور جایگزین، فلز می‌تواند مجدداً تحت فرایند نورد قرار گیرد تا دانه‌های بزرگ شکسته شده و به دانه‌های کوچک‌تر تبدیل شوند. از ویژگی‌های الکتروپولیش می‌توان به موارد زیر اشاره کرد:
- الکتروپولیش قادر است تا ۰٫۰۰۱ اینچ از مواد سطحی را به‌صورت انتخابی حذف کند و دقت فرایند را تا ±۰٫۰۰۰۱ اینچ کنترل نماید.
- این فرایند باعث کاهش زبری سطح (Ra) تا ۵۰٪ می‌شود، که این بهبود برای کاربردهای با عملکرد بالا بسیار مهم است.
- الکتروپولیش در حذف پلیسه‌ها و لبه‌های تیز ناشی از ماشین‌کاری بسیار مؤثر است. حذف این پلیسه‌ها برای جلوگیری از عدم تطابق قطعات، شکست مکانیکی و شکاف‌هایی که ممکن است رطوبت یا عوامل بیماری‌زا را به دام بیندازد، ضروری است.
- با حذف نواقص سطحی، الکتروپولیش به‌طور قابل‌توجهی عمر خستگی قطعات فلزی را افزایش می‌دهد. این ویژگی به‌ویژه برای قطعاتی که تحت تنش‌های چرخه‌ای قرار دارند و ممکن است به‌دلیل خستگی زودرس دچار شکست شوند، سودمند است.
- الکتروپولیش مقاومت به خوردگی را برای قطعات ساخته‌شده از تیتانیوم و آلیاژهای دیگر به‌طور چشمگیری بهبود می‌بخشد. سطح صاف‌تر میزان تجمع عوامل خورنده را کاهش می‌دهد و این فرایند یک لایهٔ غیرفعال بر روی فلزاتی مانند تیتانیوم و فولاد ضدزنگ باقی می‌گذارد که حفاظت بیشتری در برابر تنش‌های محیطی ارائه می‌دهد.

در صنایع هوایی، پزشکی و دیگر زمینه‌هایی که نیاز به سطوح با دقت بالا و ویژگی‌های عملکردی مطلوب دارند، این روش به‌شدت ارزشمند است.

## موارد مشابه
- تیتانیوم
- آلیاژهای تیتانیوم
- الکتروپولیش